# Kyffhäuserkreis
Kyffhäuserkreis is een Landkreis in de Duitse deelstaat Thüringen. De Landkreis telt 73.522 inwoners (31 december 2020) op een oppervlakte van 1.035,13 km². Kreisstadt is de stad Sondershausen.
De Kreis is genoemd naar de in de nabijheid gelegen heuvelrug Kyffhäuser.

## Steden en gemeenten
De volgende steden en gemeenten liggen in Kyffhäuserkreis (Inwoners op 31-06-2006):
| Steden ¹ deelnemende gemeente in een Verwaltungsgemeinschaft ² vervullenden gemeenten voor andere gemeenten 1. Artern (6.165) 2. Bad Frankenhausen ² (8.712) 3. Clingen ¹ (1.115) 4. Ebeleben ² (3.044) 5. Greußen ¹ (3.925) 6. Großenehrich (2.876) 7. Heldrungen ¹ (2.316) 8. Roßleben (6.046) 9. Sondershausen (21.506) 10. Wiehe ² (2.159) | Gemeenten ³ vervullende gemeenten 1. Abtsbessingen (Stad Ebeleben ³) (551) 2. Bellstedt (Stad Ebeleben ³) (196) 3. Donndorf (Stad Wiehe ³) (842) 4. Freienbessingen (Stad Ebeleben ³) (869) 5. Helbedündorf (2.818) 6. Holzsußra (Stad Ebeleben ³) (320) 7. Kyffhäuserland 8. Rockstedt (Stad Ebeleben ³) (275) 9. Thüringenhausen (Stad Ebeleben ³) (119) 10. Wolferschwenda (Stad Ebeleben ³) (147) |

Verwaltungsgemeinschaften
| 1. Verwaltungsgemeinschaft An der Schmücke 1. Bretleben (634) 2. Etzleben (314) 3. Gorsleben (655) 4. Hauteroda (608) 5. Heldrungen, Stad (2.316) 6. Hemleben (266) 7. Oberheldrungen (970) 8. Oldisleben (2.421) 2. Verwaltungsgemeinschaft Greußen 1. Clingen, Stad (1.115) 2. Greußen, Stad (3.925) 3. Niederbösa (143) 4. Oberbösa (413) 5. Topfstedt (662) 6. Trebra (317) 7. Wasserthaleben (463) 8. Westgreußen (432) | 3. Verwaltungsgemeinschaft Mittelzentrum Artern 1. Borxleben (347) 2. Gehofen (768) 3. Heygendorf (685) 4. Ichstedt (723) 5. Kalbsrieth (800) 6. Mönchpfiffel-Nikolausrieth (411) 7. Nausitz (183) 8. Reinsdorf (896) 9. Ringleben (1.040) 10. Voigtstedt (1.036) |

Abtsbessingen · An der Schmücke · Artern · Bad Frankenhausen/Kyffhäuser · Bellstedt · Borxleben · Clingen · Ebeleben · Etzleben · Freienbessingen · Gehofen · Greußen · Helbedündorf · Holzsußra · Kalbsrieth · Kyffhäuserland · Mönchpfiffel-Nikolausrieth · Niederbösa · Oberbösa · Oberheldrungen · Reinsdorf · Rockstedt · Roßleben-Wiehe · Sondershausen · Thüringenhausen · Topfstedt · Trebra · Wasserthaleben · Westgreußen